# Harbour of Tears
Harbour of tears es el duodécimo álbum del grupo de rock progresivo Camel publicado en 1996. Harbour of tears está basado en la historia de cientos de miles de trabajadores emigrantes que partieron del puerto de Cóbh Harbour (Irlanda) rumbo a una nueva vida en América.
Harbour of Tears es el álbum conceptual más ambicioso de Camel desde Nude. El disco tiene una estructura parecida a los trabajos de Pink Floyd, el sonido es compacto, y el resultado es un trabajo global aunque no tiene partes que destaquen mucho. Colin Bass y David Paton ayudan a Latimer en las voces.

## Creación
Andy Latimer mantiene la estructura de su disco anterior para crear la faceta de discos conceptuales de esta nueva etapa como artista independiente. 
Harbour Of Tears ha sido diseñado desde el mismo molde que su predecesor inmediato, pero impregnado de una esencia melódica diferente. Si Dust and Dreams , trata de la crisis económica de los años 30, ofreciendo una melancolía constante y dolorosa, en esta nueva propuesta hay un ambiente más feliz que domina las influencias célticas: la hermosa introducción a capela por Mae McKenna a las melodías tradicionales en algunos temas cortos hacen referencias explícitas a la cultura irlandesa. Así mismo incluye un mayor número de músicos clásicos (Oboe, Corno Inglés, violín y violonchelo), para las intervenciones breves pero magníficas.
La idea de Harbour Of Tears  emana después de la muerte del padre en 1993, Andy Latimer comenzó a investigar su ascendencia familiar, y descubrió sus orígenes irlandeses. Al igual que decenas de miles de irlandeses, sus antepasados habían huido de su patria durante la gran hambruna que diezmó al país en la década de 1850. El tema desarrollado a partir de este argumento básico se tratan diversos temas que afectan especialmente a: el desarraigo, ruptura de exilio, la investigación de sus orígenes, la perspectiva de la muerte.

## Tour
La gira mundial da comienzo el 6 de marzo de 1997 en el New George's de San Rafael, California, Estados Unidos y finaliza el 18 de abril en Herringthorpe Leisure Centre de Rotherham, Inglaterra. Además de Andy Latimer el grupo lo forman Colin Bass , Dave Stewart , Fos Patterson. Un doble álbum CD y DVD es editado en 1998 correspondiente al concierto celebrado el 13 de marzo en el Billboard Live de Hollywood, California.

## Lista de temas
1. Irish Air 0.57 
2. Irish Air (instrumental reprise) 1.57 
3. Harbour of Tears 3.13 
4. Cobh 0.51 
5. Send Home the Slates 4.23 
6. Under the Moon 1.16 
7. Watching the Bobbins 7.14 
8. Generations 1.02 
9. Eyes of Ireland 3.09 
10. Running from Paradise 5.21 
11. End of the Day 2.29 
12. Coming of Age 7.22 
13. The Hour Candle (a Song for my Father) 23.00

## Intérpretes
Música por Andy Latimer, letras por Hoover
• Andrew Latimer - guitarra, flauta, teclados, voces
• Colin Bass - bajo, voces 
• Mickey Simmonds - teclados 
• David Paton - bajo, voces 
• Mae McKenna - voces 
• John Xepoleas - batería 
• Neil Panton - saxófono
• John Burton - corno francés 
• Barry Phillips - violinchelo 
• Karen Bentley - violín 
• Anita Stoneham - violín
- Datos: Q1765282